# Djuice
A Djuice egy magyar virtuális mobilszolgáltató volt a Telenor hálózatán 2010–2014 között. Fő tevékenysége a mobil távközlés és internet szolgáltatás volt.

## Története
A Djuice márkanév egy, a Pannon által 2003-ban bevezetett, csupán egy-két előre fizető, kártyás díjcsomagot takart, melyeket fiatalos reklámkampányokkal próbáltak eladni a célközönségnek. A Djuice 2010. április 9-én végleg kivált a Pannonból és saját, független mobilhálózatot hozott létre mint virtuális mobilszolgáltató (MVNO), ami annyit jelent, hogy a Djuice saját hálózattal nem rendelkezik, ezért másik telefontársaság hálózatán nyújt szolgáltatást. "A djuice a Telenor hálózatát fogja használni, az előfizetőik tehát 20-as körzetszámmal lesznek elérhetők."  Ilyen virtuális mobilszolgáltató volt még a Postafon is.
2014-ben a márkanév megszűnt, a szolgáltatási alaptevékenység (telefon, sms, mms stb.) visszahárult a Telenorra, mivel ezek a a 20-as körzetszámú feltöltőkártyához kapcsolódtak. A Pannon névváltása nem befolyásolta a Djuice működését. A feltöltőkártyás működést a Telenor névváltása sem befolyásolja alapvetően.

## További információ
- Djuice a worddisk-ben Archiválva 2022. június 10-i dátummal a Wayback Machine-ben